# Петушинський район
Петушинський район (рос. Петушинский район) — адміністративна одиниця Росії, Владимирська область. До складу району входять 5 міських та 3 сільських поселень. Серед 160 населених пунктів 3 міста, 2 смт та 155 сільських населених пунктів.
Адміністративний центр — місто Петушки.

## Історія
13 жовтня 2004 року відповідно до Закону Владимирської області № 159-ОЗ район наділений статусом муніципального району, у складі якого утворені 5 міських та 3 сільських поселень.

## Населення
| 1939    | 1959    | 1970    | 1979    | 1989    | 2002    | 2009    |
| ------- | ------- | ------- | ------- | ------- | ------- | ------- |
| 35 897  | ↗39 722 | ↗66 647 | ↗76 657 | ↗78 497 | ↘69 364 | ↘64 047 |
| 2010    | 2011    | 2012    | 2013    | 2014    | 2015    | 2016    |
| ↗68 062 | →68 062 | ↘67 384 | ↘66 673 | ↘66 325 | ↘65 629 | ↘64 629 |
| 2017    | 2018    |         |         |         |         |         |
| ↘63 739 | ↘62 626 |         |         |         |         |         |